# Anneli Taina
Anneli Taina   (Imatra, 21 de juny de 1951) és una política finlandesa que va ser ministra de Defensa i ministra d'Habitatge del Govern finlandès, i després governadora de la província de Finlàndia meridional.

## Biografia
Anneli Taina va néixer el 21 de juny de 1951 a Imatra, Finlàndia, que es troba a la frontera amb Rússia a l'est del país. Es va formar en treball social, obtenint un màster en estudis socials el 1975. Més tard va treballar durant deu anys entre 1977 i 1987 com a treballadora social a Tampere, Finlàndia meridional. Durant aquest temps, va guanyar un escó a l'Ajuntament de Tampere i va ser membre de la junta escolar. Com a part de la seva funció de consell, es va asseure en el Comitè de Planificació Urbana.
El 1987, va tenir èxit a convertir-se en diputada al Parlament. A continuació, Taina va ser en diverses comissions, com el Comitè d'Assumptes Socials i Salut, el Treball i el Gran Comitè. El 1995 va ser nomenada ministra d'Habitatge pel Consell d'Estat, i més tard aquest any va ser ministra de Defensa. Aquesta va ser la segona vegada que una dona va ser nomenada ministra de Defensa a Finlàndia, després d'Elisabeth Rehn, que va ocupar el lloc abans el 1995.
Taina va ocupar el càrrec fins a 1999 i va continuar com a diputada al Parlament fins a 1999. Després es va convertir en governadora de la Província de Finlàndia Meridional El 2004, càrrec que va ocupar fins a 2009, quan es va convertir en vicepresidenta Principal de l'Agència de Desenvolupament Regional del Sud de Finlàndia fins a la seva jubilació El 2014.